# Мійосі Кодзі
Кодзі Мійосі (яп. 三好康児, нар. 26 березня 1997, Кавасакі) — японський футболіст, півзахисник клубу «Бірмінгем Сіті» та національної збірної Японії.

## Клубна кар'єра
Народився 26 березня 1997 року в місті Кавасакі. Вихованець клубу «Кавасакі Фронталє», в академії якого навчався з 2007 року. 2015 року для отримання ігрової практики був відданий в оренду в клуб «Джей-ліга U-22», що грав у третьому японському дивізіоні. Після повернення того ж року дебютував за «Кавасакі Фронтале» у вищому дивізіоні, де за три сезони взяв участь у 32 матчах Джей-ліги.
Протягом 2018 року на правах оренди захищав кольори клубу «Консадолє Саппоро», а в наступному сезоні теж на правах виступав за клуб «Йокогама Ф. Марінос». Станом на 25 червня 2019 року відіграв за команду з Йокогами 13 матчів в національному чемпіонаті.

## Виступи за збірні
2012 року дебютував у складі юнацької збірної Японії (U-16), з якою того ж року виграв Юнацький чемпіонат Південно-Східної Азії та став фіналістом Юнацького (U-16) кубка Азії. Цей результат дозволив команді до 17 років поїхати наступного року на юнацький чемпіонат світу 2013 року, де Мійосі зіграв три гри, а його збірна дійшла до 1/8 фіналу.
Згодом з командою до 19 років Кодзі виграв Юнацький (U-19) кубок Азії, завдяки чому з командою до 20 років кваліфікувався на молодіжний чемпіонат світу 2017 року, де японці вилетіли на стадії 1/8 фіналу. Загалом на юнацькому рівні взяв участь у 11 іграх, відзначившись одним забитим голом.
Протягом 2018 року залучався до матчів молодіжної збірної Японії, у складі якої того ж року став чвертьфіналістом молодіжного чемпіонату Азії, срібним призером Азійських ігор та учасником Турніру в Тулоні. Всього на молодіжному рівні зіграв у 12 офіційних матчах, забив 3 голи.
24 травня 2019 року Мійосі був названий у заявці національної збірної Японії на Кубок Америки у Бразилії, куди японці відправили фактично олімпійську збірну в рамках підготовки до Літніх Олімпійських ігор 2020 року, де Японія буде виступати у статусі господарів футбольного турніру. Тим не менш формально це була доросла збірна, у складі якої Мійосі і дебютував на Кубку Америки 17 червня 2019 року в матчі проти Чилі, а вже у наступному матч з Уругваєм Кодзі відзначився дублем, здобувши для своєї команди нічию, втім вона так і не змогла вийти в плей-оф.
| Дата       | Місто         | Господарі | Результат | Гості   | Турнір                       | Голи | Примітки |
| ---------- | ------------- | --------- | --------- | ------- | ---------------------------- | ---- | -------- |
| 18-6-2019  | Сан-Паулу     | Японія    | 0 – 4     | Чилі    | Копа Америка 2019 - 1-й етап | -    | 66'      |
| 21-6-2019  | Порту-Алегрі  | Уругвай   | 2 – 2     | Японія  | Копа Америка 2019 - 1-й етап | 2    | 83'      |
| 25-6-2019  | Белу-Оризонті | Еквадор   | 1 – 1     | Японія  | Копа Америка 2019 - 1-й етап | -    | 82'      |
| 13-11-2020 | Грац          | Японія    | 1 – 0     | Панама  | товариський матч             | -    | 90+6'    |
| 17-11-2020 | Грац          | Японія    | 0 – 2     | Мексика | товариський матч             | -    | 85'      |
| Усього     |               | Матчів    | 5         |         | Голів                        | 2    |          |

## Титули і досягнення
- Чемпіон Японії (1):

«Кавасакі Фронтале»: 2017
- Володар Кубка Бельгії (2):

«Антверпен»: 2019-20, 2022-23
- Чемпіон Бельгії (1):

«Антверпен»: 2022-23
Збірні
- Переможець Юнацького (U-19) кубка Азії: 2016
- Срібний призер Азійських ігор: 2018